# Prémont
Prémont es una comuna francesa situada en el departamento de Aisne, en la región de Alta Francia.

## Demografía
| 817 | 750 | 707 | 701 | 675 | 714 | 694 |
| Para los censos de 1962 a 1999 la población legal corresponde a la población sin duplicidades (Fuente: INSEE [Consultar]) |     |     |     |     |     |     |